# Spiritbox
Gli Spiritbox sono un gruppo musicale metalcore canadese costituito a Victoria nel 2017 per iniziativa della cantante Courtney LaPlante e del chitarrista Mike Stringer, ex componenti degli iwrestledabearonce.
Acclamato dalla critica per la versatilità della propria musica, il loro album di debutto Eternal Blue, del 2021, ha ottenuto da subito notorietà e successo internazionale. Il gruppo ha ottenuto la sua prima candidatura ai Grammy Awards 2024 per il singolo Jaded, nella categoria miglior interpretazione metal. Nel 2025 ottiene la seconda nomination, nella medesima categoria, per Cellar Door, anch'esso estratto dall'EP The Fear of Fear.

## Storia

### Formazione e primi EP (2015-2019)
Prima che nascessero gli Spiritbox, la cantante Courtney LaPlante e il chitarrista Mike Stringer suonavano già insieme nel gruppo metalcore Iwrestledabearonce. I due, al tempo fidanzati ufficialmente, già avevano ipotizzato la creazione di un nuovo progetto musicale nel 2011. Alla fine del 2015 lasciano il gruppo, nel quale entrambi erano entrati come sostituti di altri ex componenti, motivo per il quale non si erano mai sentiti a loro agio nella formazione. Nel corso del 2015 Stringer mostra diverse demo a LaPlante, in modo da decidere verso quale direzione musicale avrebbero indirizzato il loro nuovo progetto. Dopo il loro matrimonio, avvenuto nel 2016, cominciano a lavorare a un EP, proponendo le proprie basi di batteria all'ex componente degli Iwrestledabearonce Mikey Montgomery.

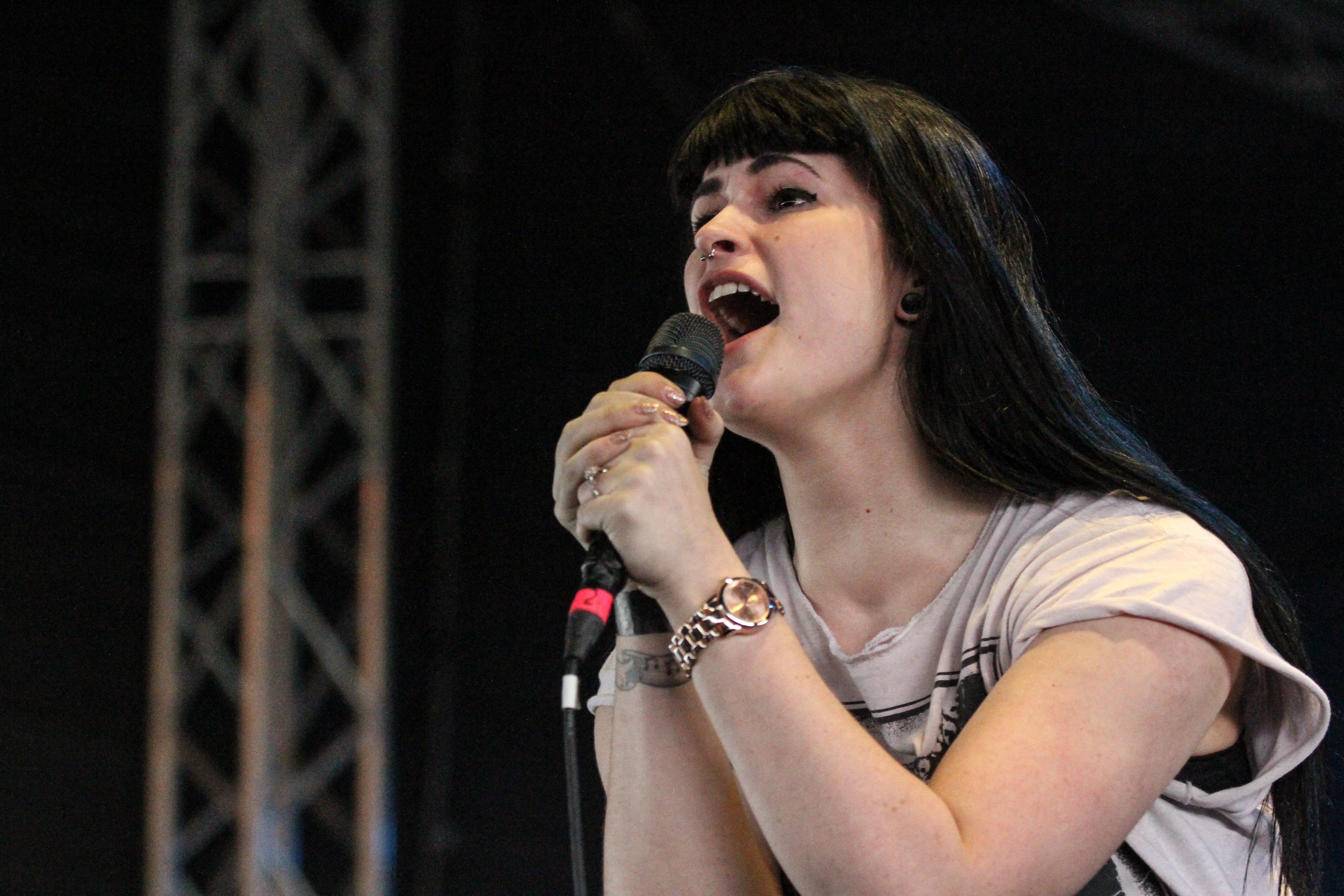
La cantante Courtney LaPlante in concerto con i Iwrestledabearonce nel 2013

Il 9 ottobre 2017 LaPlante e Stringer annunciano il nome del loro nuovo gruppo, gli Spiritbox, unitamente alla loro uscita ufficiale dagli Iwrestledabearonce. L'omonimo EP di debutto viene pubblicato il 27 ottobre 2017, anticipato dal brano The Beauty of Suffering.
Reclutati il bassista Bill Crook (del gruppo pop punk Living with Lions) e il batterista Ryan Loerke (già nei Shreddy Krueger), Jason Mageau, ex manager degli Iwrestledabearonce (nel frattempo scioltisi), fonda l'etichetta indipendente Pale Chord per pubblicare il materiale degli Spiritbox attraverso un accordo con la The Orchard. Tra il 2018 e il 2019 escono una serie di cinque singoli stand-alone, successivamente raccolti nell'EP Singles Collection, diffuso il 26 aprile 2019.

### Eternal Blue(2020-2021)
Il 2020 ha inizio per gli Spiritbox con l'annuncio dell'uscita di Ryan Loerke, in favore dell'entrata nella formazione di Zev "Rose" Rosenberg. Segue l'annuncio delle prime esibizioni dal vivo del gruppo, in supporto al tour degli After the Burial in Europa, ma il tour viene cancellato a causa della pandemia di COVID-19. Il 3 luglio 2020 viene pubblicato il singolo Holy Roller, che debutta alla posizione numero 25 della Hot Hard Rock Songs stilata da Billboard, oltre ad essere nominata come miglior canzone del 2020 dagli ascoltatori della stazione radio Sirius XM. Nel settembre 2020 gli Spiritbox annunciano di aver firmato un contratto discografico con la Rise Records, con la Pale Chord che rimane a pubblicare le loro future produzioni. Il 4 ottobre dello stesso anno viene pubblicata una versione di Holy Roller con la partecipazione vocale di Ryo Kinoshita dei Crystal Lake. Il 4 dicembre 2020 esce il singolo Constance, dedicato alla nonna di LaPlante. Nello stesso mese il gruppo viene nominato "New Band of the Year" a seguito di un sondaggio dei lettori della rivista britannica Kerrang!.
A seguito del successo dei due nuovi singoli e dei relativi video musicali, all'inizio del 2021 si alza l'aspettativa da parte del pubblico e della critica per l'album di debutto del gruppo, tanto che nel gennaio 2021 Revolver include gli Spiritbox nella sua lista degli album più attesi nell'anno. A causa delle restrizioni dovute alla pandemia ancora in corso, nel febbraio 2021 il gruppo decide di riunirsi in uno studio isolato a Joshua Tree, in California, per continuare a lavorare al loro album di debutto. Il 30 aprile è la volta del singolo Circle with Me, seguito il 25 maggio da Secret Garden. Entrambi i singoli si classificano nella Mainstream Rock Airplay di Billboard. Unitamente alla pubblicazione di Secret Garden, gli Spiritbox annunciano che il loro album di debutto si intitolerà Eternal Blue, e che verrà pubblicato il 17 settembre 2021.
Una versione acustica di Constance, registrata in una chiesa con un'orchestra d'archi come parte del Collection: Live del Grammy Museum viene pubblicata nel luglio 2021. Il gruppo tenta nuovamente di partire in tour nello stesso mese, in supporto ai Limp Bizkit negli Stati Uniti d'America, ma anche questo tour viene cancellato sempre a causa della pandemia di COVID-19. L'ultimo singolo pubblicato in anticipazione a Eternal Blue, Hurt You, viene pubblicato il 20 agosto 2021. Alla fine del mese, il gruppo supera gli 80 milioni di streaming ufficiali dei propri singoli e vende tutte le copie fisiche delle produzioni fino ad allora pubblicate sul loro sito ufficiale.
Alla sua uscita, il 17 settembre 2021, Eternal Blue viene accolto positivamente dalla critica specializzata e debutta alla posizione numero 13 della Billboard 200 statunitense e alla numero 19 della Official Albums Chart britannica.

### RotoscopeeThe Fear of Fear(2022-2023)

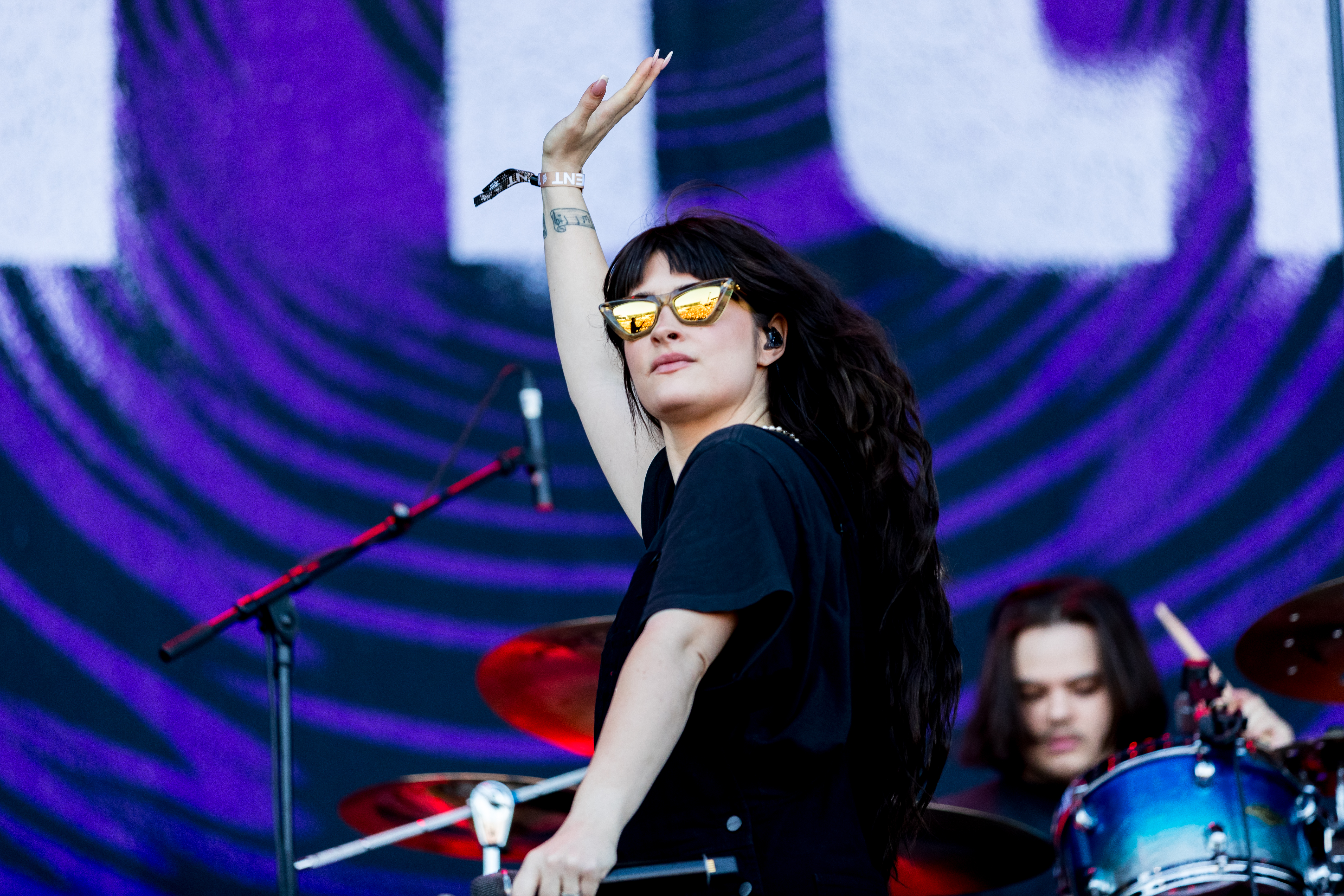
Courtney LaPlante in concerto con gli Spiritbox nel giugno 2023.

Tra febbraio e marzo 2022 gli Spiritbox partono per un tour nordamericano come gruppo spalla, insieme a Bad Omens e Stray from the Path, degli Underoath. Nel maggio 2022 viene pubblicato il singolo Shivering del disc jockey Illenium, realizzato con la partecipazione degli Spiritbox. Nell'agosto e nel settembre dello stesso anno il gruppo ha aperto le date nordamericane dei Ghost. Al tour non ha preso parte Bill Crook, che ha abbandonato la formazione una settimana prima dall'inizio del tour, sostituito dal turnista Josh Gilbert, che aveva di recente lasciato gli As I Lay Dying. Gilbert viene successivamente confermato come membro ufficiale degli Spiritbox nell'aprile 2023.
Il gruppo suona il suo primo concerto fuori dal Nord America il 13 giugno 2022 nel Regno Unito, al Download Festival. Nello stesso mese viene pubblicato, a sorpresa, il singolo Rotoscope, contenente oltre alla title track anche i brani inediti Sew Me Up e Hysteria. Tra aprile e maggio 2023 il gruppo ha intrapreso la prima tournée da headliner nell'America del Nord, accompagnati da After the Burial e Intervals. A giugno 2023 partecipano al Rock am Ring in Germania, e nell'autunno dello stesso anno suonano come gruppo di supporto durante il tour Revolutions Live degli Shinedown con i Papa Roach. Durante l'estate 2023 avrebbero dovuto aprire anche le date statunitensi dei Falling in Reverse durante il loro Popular Monstour; tuttavia, in seguito alle controversie nate intorno a una recente aggressione verbale del cantante dei Falling in Reverse Ronnie Radke nei confronti di una fan, gli Spiritbox annunciano che non parteciperanno più al tour dei Falling in Reverse.
Il 19 aprile 2023 viene pubblicato il singolo The Void, seguito il 25 agosto da Jaded, quest'ultimo diffuso in concomitanza con l'annuncio dell'EP The Fear of Fear. Uscito il 3 novembre 2023, il disco è stato promosso anche dal singolo Cellar Door (13 ottobre), nonché dai video di Ultraviolet, Angel Eyes, e Too Close/Too Late.
Il 9 novembre 2023 il gruppo collabora con la rapper Megan Thee Stallion a un remix del suo singolo Cobra. Nello stesso mese Jaded viene nominato al Grammy Award alla miglior interpretazione metal.

### Tsunami Sea(2024-presente)

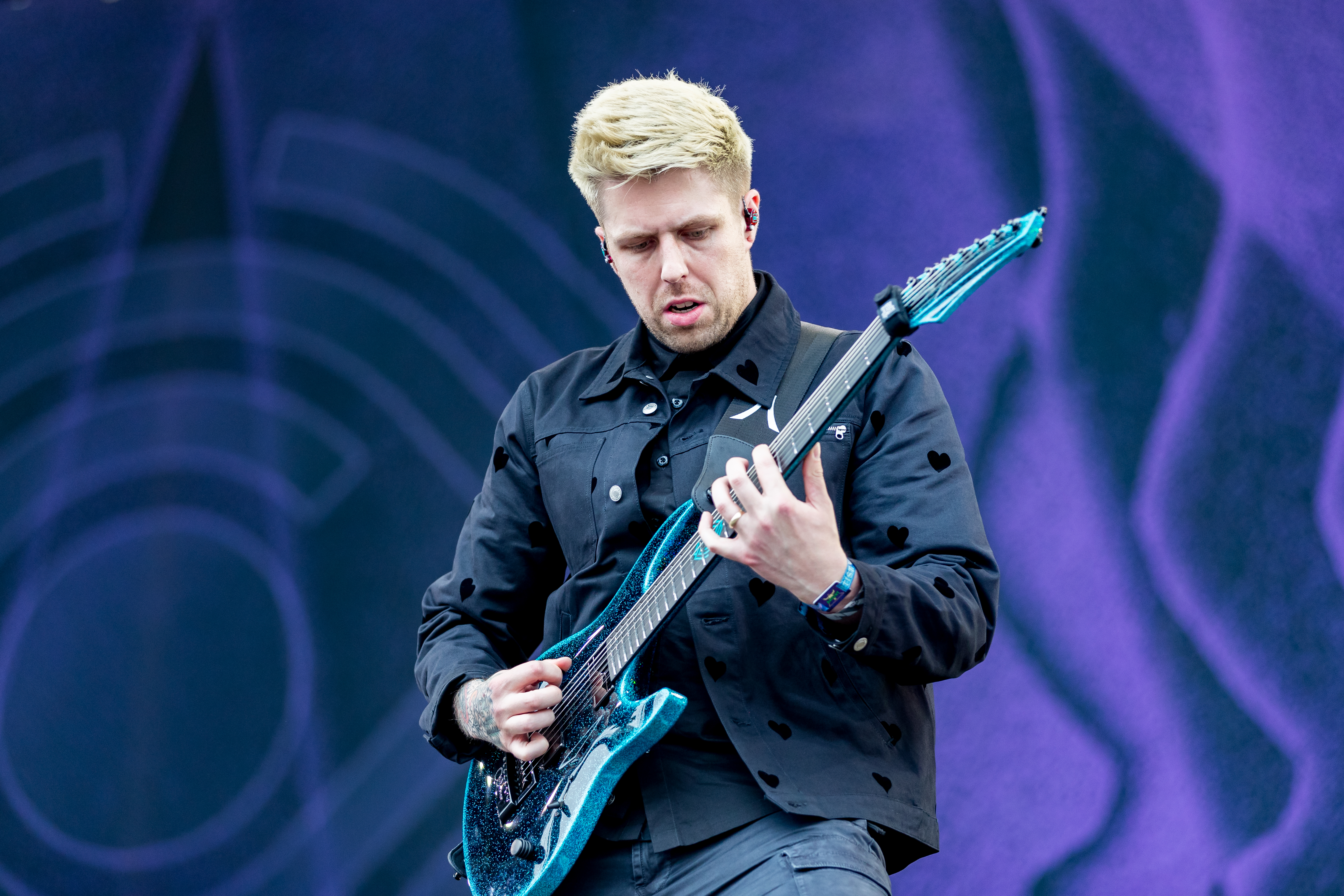
Il polistrumentista Mike Stringer in concerto con la band nel 2024

Il 24 dicembre 2023 LaPlante conferma che il gruppo ha intenzione di mettersi al lavoro sul suo secondo album in studio nel corso del 2024. Nel febbraio 2025 si esibiscono in un breve tour da headliner in Europa, con cinque date in Germania e altre tre rispettivamente a Londra, a Parigi e a Tilburg, oltre ad aprire agli Architects nel loro tour europeo, mentre nell'agosto 2024 accompagnano come gruppo spalla i Korn durante il loro tour europeo.
Il 6 settembre 2024 viene pubblicato il singolo Soft Spine, con il relativo video distribuito il 26 settembre. Nel novembre dello stesso anno gli Spiritbox ottengono la loro seconda nomination ai Grammy Award, questa volta per il brano Cellar Door, anch'esso come Jaded estratto dall'EP del 2023 The Fear of Fear, e anch'esso nominato per la categoria miglior interpretazione metal; il premio verrà poi assegnato a Mea Culpa (Ah! Ça ira) dei Gojira.
Come secondo singolo viene scelto Perfect Soul, diffuso contemporaneamente all'annuncio del secondo album Tsunami Sea, la cui uscita è avvenuta il 7 marzo 2025. Il disco è stato anticipato anche da No Loss, No Love, pubblicato il 6 febbraio 2025, e Crystal Roses, quest'ultimo inizialmente fatto rimuovere dal gruppo in quanto pubblicato in anticipo rispetto a quanto concordato con l'etichetta.
Alla sua pubblicazione Tsunami Sea debutta al 26º posto della Billboard 200 con 22 400 copie vendute nella prima settimana, poco meno di quelle vendute a suo tempo dal suo predecessore Eternal Blue, e ottiene buoni piazzamenti nelle classifiche internazionali. La promozione è proseguita con un breve tour europeo supportati da Periphery e Stray from the Path tra il 13 e il 23 febbraio, spostandosi in Nord America tra aprile e maggio con il supporto di Loathe e Dying Wish. Nell'estate hanno aperto alcune delle date europee dei Linkin Park, tra cui un'esibizione allo stadio di Wembley a Londra.
Nel novembre 2025 il gruppo ritornerà in Nord America per un altro tour da headliner con il supporto di Periphery e Honey Revenge.

## Stile musicale
Per le particolari sonorità e le numerose influenze, la musica del gruppo è stata spesso definita come "post-metalcore" o "progressive metalcore". Non è però raro l'accostamento della band da parte della critica specializzata a generi come l'alternative metal, il progressive metal e il djent.

## Formazione
Attuale
- Courtney LaPlante – voce (2017-presente)
- Mike Stringer – chitarra, cori, basso (solo in studio), batteria (solo in studio) (2017-presente)
- Zev Rosenber – batteria (2020-presente)
- Josh Gilbert – basso, cori (2022-presente)

Ex componenti
- Ryan Loerke – batteria (2018-2020)
- Bill Crook – basso (2018-2022)

## Discografia

### Album in studio
- 2021 – Eternal Blue
- 2025 – Tsunami Sea

### EP
- 2017 – Spiritbox
- 2019 – Singles Collection
- 2023 – The Fear of Fear

### Singoli
Come artisti principali
- 2018 – Perennial
- 2018 – Electric Cross
- 2018 – Trust Fall
- 2019 – Belcarra
- 2019 – Bleach Bath
- 2019 – Rule of Nines
- 2020 – Blessed Be
- 2020 – Holy Roller
- 2020 – Constance
- 2021 – Circle with Me
- 2021 – Secret Garden
- 2021 – Hurt You
- 2022 – Rotoscope
- 2023 – The Void
- 2023 – Jaded
- 2023 – Cellar Door
- 2024 – Soft Spine
- 2024 – Perfect Soul
- 2025 – No Loss, No Love
- 2025 – Crystal Roses

Come artisti ospiti
- 2022 – Shivering (Illenium feat. Spiritbox)
- 2023 – Cobra (Rock Remix) (Megan Thee Stallion feat. Spiritbox)